# Tour de Yorkshire feminino
O Tour de Yorkshire feminino (oficialmente: Women's Tour de Yorkshire (em inglês)) é uma carreira ciclista feminina por etapas desde o ano 2018 que se disputa anualmente no condado de Yorkshire na Grã-Bretanha.
A carreira criou-se em 2015 como carreira de um dia aficionada, entrando em 2016 a fazer parte do Calendário UCI Feminino sob a categoria 1.2 e passando a ser carreira de categoria 1.1 em 2017. Para o ano 2018 carreira passou de 1 a 2 etapas convertendo-se assim numa carreira de categoria 2.1.

## Palmarés
| Ano  | Vencedor       | Segundo           | Terceiro         |
| ---- | -------------- | ----------------- | ---------------- |
| 2015 | Louise Mahe    | Eileen Roe        | Katie Curtis     |
| 2016 | Kirsten Wild   | Lucy van der Haar | Floortje Mackaij |
| 2017 | Lizzie Deignan | Coryn Rivera      | Giorgia Bronzini |
| 2018 | Megan Guarnier | Danielle Rowe     | Alena Amialiusik |
| 2019 | Marianne Vos   | Mavi García       | Soraya Paladin   |
| 2020 | adiado         |                   |                  |

## Palmarés por países
| País           | Vitórias |
| -------------- | -------- |
| Reino Unido    | 2        |
| Países Baixos  | 2        |
| Estados Unidos | 1        |